# Beau Jack
Beau Jack est un boxeur américain né le 1er avril 1921 à Augusta en Géorgie et mort le 9 février 2000 à Miami en Floride.

## Carrière
À l'âge de 18 ans, Jack travaille comme cireur de chaussures à l'Augusta National Golf Club, où il rencontre Bobby jones, un joueur de golf américain qui l'encourage à suivre un entrainement en boxe anglaise à  Massachusetts.
Il remporte le titre de champion des poids légers de la New York State Athletic Commission (NYSAC) laissé vacant par Sammy Angott en battant par KO dans la troisième reprise Tippy Larkin le 18 décembre 1942.
Battu dès sa première défense par Bob Montgomery le 21 mai 1943, il prend sa revanche le 19 novembre mais perd le 3e combat le 3 mars 1944. Beau Jack obtient une nouvelle chance mondiale en 1948 mais il est cette fois battu par Ike Williams. Il mettra un terme à sa carrière en 1955.

## Distinctions
- Beau Jack est élu boxeur de l'année en 1944 par Ring Magazine.
- Il est membre de l'International Boxing Hall of Fame depuis 1991.